# Nordjysk Musikkonservatorium
Nordjysk Musikkonservatorium var et selvstændigt musikkonservatorium, der fungerede fra grundlæggelsen i 1930 og indtil 1. januar 2010, hvor konservatoriet blev lang ind under Det Jyske Musikkonservatorium. Fra 2010 hedder konservatoriet  Det Jyske Musikkonservatorium, Aalborg. Nordjysk Musikkonservatorium havde ved nedlæggelsen lokaler i Ryesgade i Aalborg. Aalborg-afdelingen af Det Jyske Musikkonservatorium flyttede fra 1. august 2013 Ryesgade til lokaler ved havnefronten i Musikkens Hus (Aalborg). 
Nordjysk Musikkonservatorium blev grundlagt af Johan og Magda Nilsson i 1930 og drev konservatorium indtil 1972, hvor konservatoriet blev overtaget af Kulturministeriet. Som en del af Det Jyske Musikkonservatorium tilbydes bachelor- og kandidatuddannelser inden for såvel det klassiske som det rytmiske område, baseret på et eller flere hovedfag og en række sidefag. Der bliver også udbudt efteruddannelser på forskellige niveauer.

## Ekstern henvisning
- Om Nordjysk Musikkonservatorium

|  | Denne artikel om en bygning eller et bygningsværk kan blive bedre, hvis der indsættes et (bedre) billede. Du kan hjælpe ved at afsøge Wikimedia Commons for et passende billede eller lægge et op på Wikimedia Commons med en af de tilladte licenser og indsætte det i artiklen. |

56°09′11″N 10°11′51″Ø / 56.153138°N 10.197607°Ø